# Chiesa di San Filippo (Chieri)
La chiesa di San Filippo sorge a Chieri, in via Vittorio Emanuele II, e fu edificata in stile barocco; costruita tra il 1664 ed il 1673 su disegni dell'architetto di Vezia Antonio Bettino. La facciata, invece, fu terminata nel 1759.

## Descrizione

### La facciata
Il progetto della facciata è tradizionalmente attribuito all'architetto chierese Mario Ludovico Quarini, ma non esistono prove documentali (archivio) che ne confermino l'attribuzione.
Leggermente arretrata rispetto alla linea delle case circostanti, è realizzata in mattoni a vista e consiste in due ordini con alte colonne sormontate da capitelli corinzi: sei colonne nella parte inferiore e quattro in quella superiore, più stretta, che poggiano sulle quattro colonne centrali della parte inferiore. Tra le colonne sono aperte sei nicchie (quattro nella parte inferiore e due in quella superiore) che ospitano altrettante statue in stucco del varesino Francesco Mambrini. Le due superiori rappresentano i santi Pietro e Paolo, le quattro inferiori san Carlo Borromeo, san Filippo Neri, san Valentino martire e san Francesco di Sales. Al centro il portale, opera di alta falegnameria piemontese, nella parte inferiore, e un grosso finestrone in quella superiore.
Il corto sagrato è chiuso da un'elegante cancellata in ferro battuto.

### Interno
La chiesa è ad una sola navata, priva del coro, con volta a botte, sorretta da otto colonne corinzie (quattro per lato) che scandiscono la navata e le rispettive quattro cappelle laterali. 
Nella prima cappella laterale a destra si trova una tela di Claudio Francesco Beaumont raffigurante San Francesco di Sales che prega la Vergine  e dietro l'altare è conservata l'urna con i resti di san Valentino; le altre cappelle sono dedicate a:
- Madonna di Lourdes
- santi Pietro e Paolo (ripristino dopo la dedica a san Giovanni Bosco)
- san Carlo Borromeo e agli Angeli custodi; contiene un quadro di Francesco Fabbrica rappresentante la morte di san Carlo e l'accompagnamento della sua anima in Paradiso.
- San Filippo Neri, con tela rappresentante l'estasi di san Filippo, del Legnanino; contiene inoltre ricche decorazioni in marmo di artisti luganesi.

La decorazione a stucco è di Pietro Somazzi

### Presbiterio e altar maggiore
L'altar maggiore, dedicato all'Immacolata, ha una pala rappresentante L'Immacolata concezione con San Michele Arcangelo, opera del pittore di origine viennese Daniel Seiter.
Ai lati del presbiterio due dipinti di Giovanni Antonio Mari, pittore torinese, raffiguranti La visione di Elia e La visione di san Giovanni Evangelista.